# Bad Bederkesa
Bad Bederkesa (dolnoniem. Beers) – dzielnica uzdrowiskowa miasta Geestland w Niemczech, w kraju związkowym Dolna Saksonia, w powiecie Cuxhaven. Do 31 grudnia 2014 miasto (niem. Flecken), siedziba gminy zbiorowej Bederkesa.